# Erik Messerschmidt
Erik Messerschmidt, född 1980, är en amerikansk filmfotograf. Han vann en Oscar för bästa foto för filmen Mank.

## Filmografi (i urval)
- 2020 – Mank
- 2023 – The Killer
- 2023 – Ferrari